# 那绂
那绂（？—？），正白旗人，是一名清朝政治人物。
那绂曾于嘉庆十五年接替郭正谊任龙岩州知州一职，嘉庆十六年由洪煌接任。